# رینگیر
رینگیر (انگلیسی: Ringier) شرکت رسانه‌ای سوئیسی است، که در سال ۱۸۳۳ تأسیس شد.